# متلازمة الظفر والرضفة
متلازمة الظفر والرضفة (بالإنجليزية:Nail patella syndrome) هي اضطراب جيني يتسبب في أظافر ورضفات صغيرة وناقصة التنسج، ولكنه قد يصيب أماكن أخرى في الجسم مثل الرسغين، الصدر ومفصلي الورك. الاسم «الظفر والرضفة» قد يكون مضللاً للغاية لأن المتلازمة في الغالب تصيب أماكن عديدة أخرى من الجسم كما تشمل أيضاً إنتاج أنواع معينة من البروتينات.:666 في الأشخاص المصابون بالمتلازمة قد يصاب عضو واحد فقط أو أعضاء عدة وتعتمد شدة المتلازمة على الشخص المصاب. تسمى المتلازمة بأسماء عدة أخرى منها: متلازمة قرن الحرقفة، خلل التنسج الظفري العظمي الوراثي، داء فونغ ومتلازمة تيرنر-كيسر.
من الممكن تشخيص المتلازمة عند الولادة ولكن من الشائع أن تظل غير مُشخصة لعدة أجيال.
على الرغم من عدم وجود شفاء من متلازمة الظفر والرضفة ولكن توجد علاجات متاحة ومُوصي بها.

## الوراثة

انتقال متلازمة الظفر والرضفة يحدث عن طريق الوراثة الجسدية السائدة.

تنتقل المتلازمة عن طريق الوراثة الصبغية الجسمية السائدة نتيجة حدوث شذوذ في الذراع الطويل للكروموسوم رقم 9. معني أنه مرض جيني سائد الوراثة أي أنه يلزم لظهور المرض في الأبناء وجود نسخة واحدة فقط من الجين عوضاً عن نسختين، أي أنه فرصة انتقال المرض من أب يحمل نسخة واحدة من الجين هي 50%.
معدل حدوث المرض هي 1 لكل 50000. وترتبط المتلازمة
يرتبط حدوث المتلازمة بحدوث طفرات عشوائية في الجين LMX1B.وقد تم عمل الأبخاث وتوصلوا لتحديد حوالي 83 طفرة لهذا الجين.

## الأعراض
الأشخاص المصابون بمتلازمة الظفر والرضفة قد تكون هياكلهم العظمية مصابة بتشوهات واضحة. الأعراض التالية هي الأكثر شيوعاً في المصابين بمتلازمة الظفر والرضفة كما أشار العديد من الأطباء:
العظام والمفاصل
- اصابة الرضفة يوجد في 90% من الحالات، ولكن عدم وجودها يوجد فقط في 20%.
- في الحالات التي تكون فيها الرضفات صغيرة أو منخلعة، يكون مفصل الركبة غير مستقر.
- رسغ اليد قد يكون محدود الحركة (حدود في حركات الكب، الاستلقاء والبسط)
- قد يحدث خلع جزئي في رأس الكعبرة
- خلل تنسج مفصل الرسغ تم تسجيله في حوالي 90% من الحالات المصابة.
- فرط البسط العام في مفاصل الجسم من الممكن حدوثه
- ظهور أعران تنشأ من السطح الخلفي لعظام الحرقفة «قرن الحرقفة»، تظهر في حوالي 80% من المرضى، ويعتبر ذلك العرض الواصم لمتلازمة الظفر والرضفة.
- التغيرات العظمية التي تم تسجيلها أيضاً تشمل الجنف "scoliosis"، نقص تنسج عظمة الكتف، ووجود الضلوع العنقية.

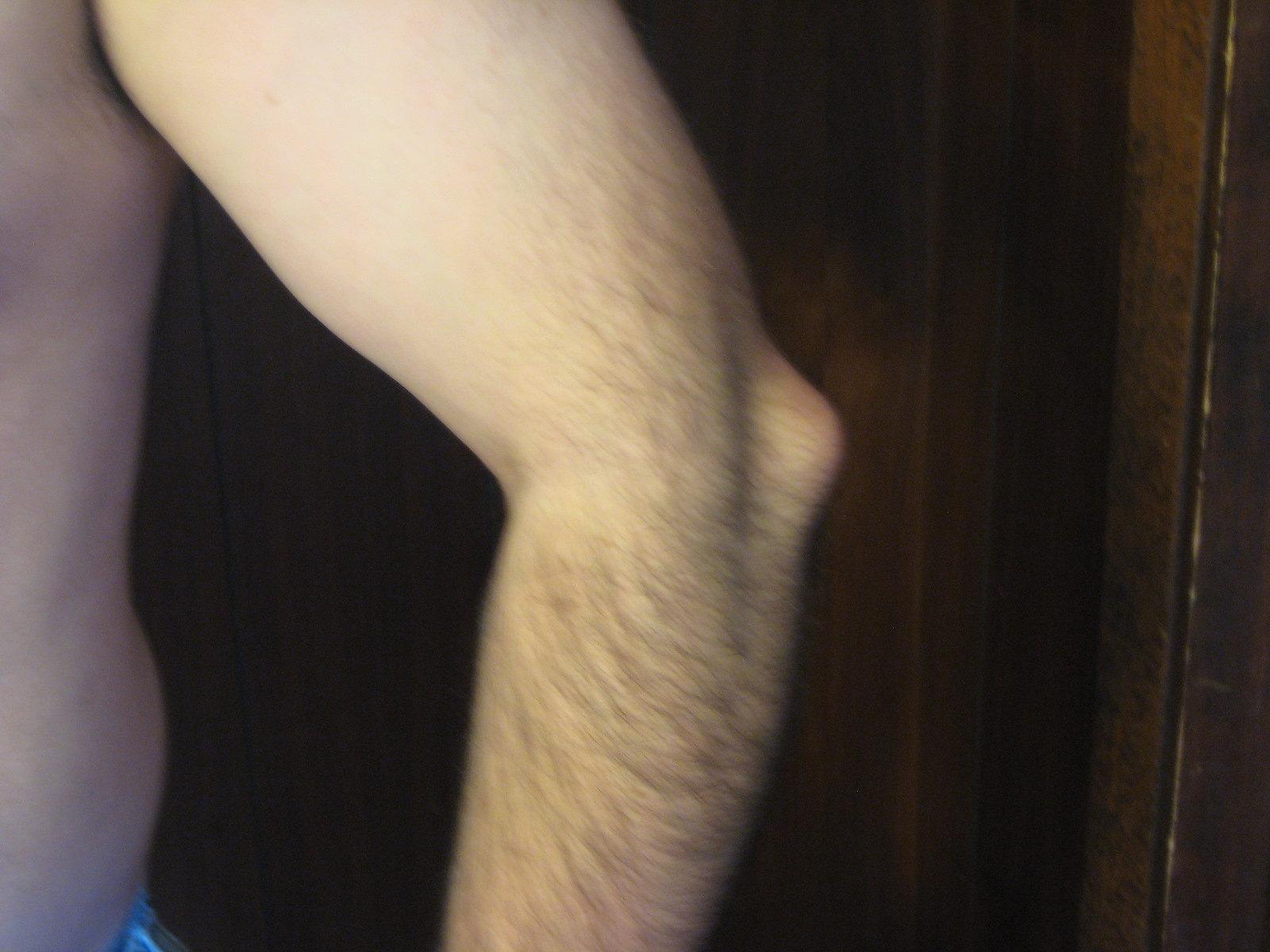
مرفق شخص مصاب بمتلازمة الظفر والرضفة (NPS)
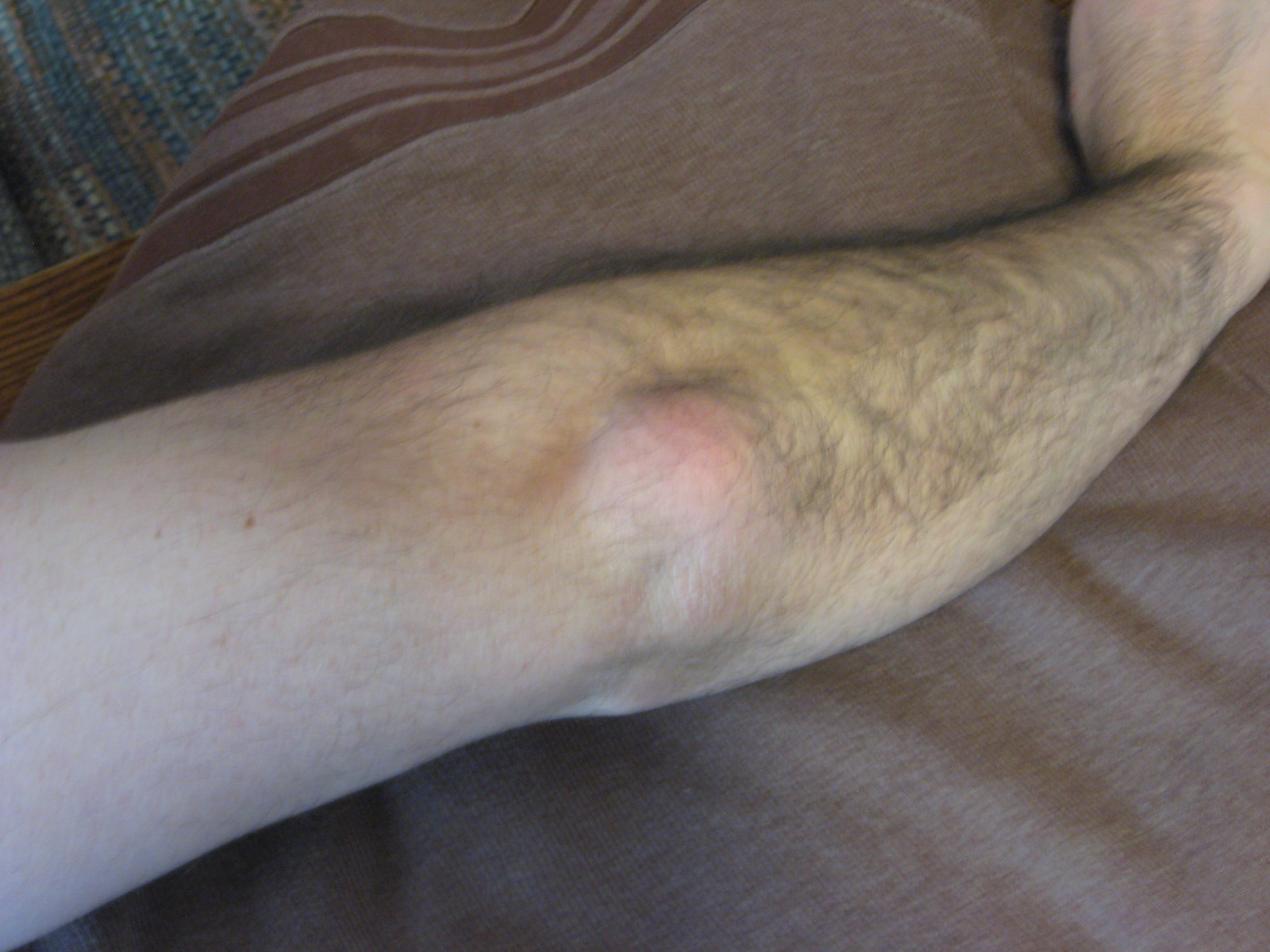
منظر مختلف للمفصل الآخر لنفس الشخص.

الكلى:
التهاب الكلى والبيلة البروتينية. البيلة البروتينية في الغالب هي العلامة الأولية على تأثر الكلى، ويحدث الفشل الكلوي في 5% من الحالات، إما أن يتطور بصورة سريعة أو على مدار سنوات عدة بعد البيلة البروتينية الغير عرضية.

## تجلي الأعراض
السمات المميزة لهذه المتلازمة تتمثل في أظافر يدين وقدمين ورُضفناقصة التنسج أو غير مكتملة النمو. أحياناً المصابون به1ه المتلازمة لا يتكون لديهم ظفر إصبع الإبهام أو قد توجد قطعة صغيرة من الظفر على حافة الإبهام.
يحدث ذلك نتيجة حدوث طفرات في الجين LMX1B مما أدى إلى فقده وظيفته.
العيوب الأخرى الشائع حدوثها تشمل: تشوهات مفصل المرفق، عظام حوض غير منتظمة الشكل وأمراض في الكلى.

## العلاج
يعتمد علاج متلازمة الظفر والرضفة على الأعراض التي يتم ملاحظتها كالتالي:
- عمل مسح لأمراض الكلى والجلوكوما(المياة الرزقاء)، إجراء الجراحات، العلاج الطبيعي المكثف أو الاستشارة الوراثية.[3]
- يتم إعطاء مثبطات الإنزيم المحول للأنجيوتنسين لعلاج البيلة البروتينية وارتفاع ضغط الدم
- الغسيل الكلوي وزراعة الكلى
- علاج آلام المفاصل عن طريق العلاج الطبيعي، الدعامات وإعطاء مسكنات الألم.
- العلاجات الجراحية الأخرى مثل اعدة اصطفاف الرضفة واستبدال المفصل.

## وصلات خارجية
- GeneReview/NCBI/NIH/UW entry on nail–patella syndrome
- Rare Disorders: Stargardt's Disease – very detailed article with images
- Nail Patella Syndrome UK
- Nail Patella Syndrome Holland
- Nail–Patella Syndrome – article at المركز الوطني لمعلومات التقانة الحيوية